# بورتون بورنس
بورتون بورنس (بالإنجليزية: Burton Burns)‏ هو مدير فني أمريكي، ولد في 27 أكتوبر 1952.